# 泰妙菌素
泰妙菌素又称为“硫姆林”“泰妙霉素”“泰妙林”“泰妙灵”“枝原净”“泰牧霉素”，是一用于猪和禽等动物的抗生素，属于截短侧耳素类抗生素。
泰妙菌素为双萜类抗生素，化学结构与沃尼妙林相似。